# صندي شيزوبا نواداليو
صندي شيزوبا نواداليو (10 أكتوبر 1989 بنيجيريا - ) هو لاعب كرة قدم نيجيري في مركز الهجوم. لعب مع نادي تشرتشل براذرز ونادي شيخ جمال دهانموندي وMuktijoddha Sangsad KC ‏ وAbahani Limited Dhaka ‏ وCrown F.C. ‏.